# Ryūgū-naka-no-iwa
Ryūgū-naka-no-iwa (von japanisch 乙姫岩 ‚Mittlerer Felsen des unterseeischen Drachenpalastes‘) ist ein Felsvorsprung an der Kronprinz-Olav-Küste des ostantarktischen Königin-Maud-Lands. Er ragt im Zentrum des Kap Ryūgū auf.
Japanische Kartographen kartierten ihn anhand von Luftaufnahmen und Vermessungen aus den Jahren von 1957 bis 1962 und mittels von 1977 bis 1978 erhobenen Vermessungsdaten. Sie benannten ihn 1979.